# المؤتمر الشعبي الكويتي
المؤتمر الشعبي الكويتي هو ردة فعل على ما إدعاه النظام العراقي بأن سبب دخوله للكويت هو استجابة لثورة شعبية من الكويتيين ضد أسرة آل صباح ، وقام مجموعة من رجالات الكويت ومجموعة من المواطنين بعقد هذا المؤتمر في مدينة جدة وإعلان البيعة لآل صباح- وأن ما قاله صدام حسين هو كذب وافتراء وأن الشعب الكويتي ملتف حول قيادته السياسية.